# Julien Gracq

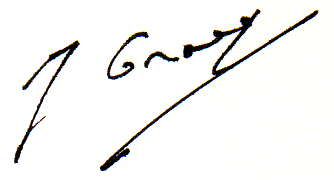

Julien Gracq, pseudoniem van Louis Poirier (Saint-Florent-le-Vieil, 27 juli 1910 – Angers, 22 december 2007) was een Frans schrijver, dichter en essayist, verwant aan het surrealisme.

## Leven en werk
Gracq studeerde politicologie te Parijs en werd later leraar geschiedenis te Nantes, Amiens en Angers. Hij hield zich zijn hele leven relatief afzijdig van het literaire leven van zijn tijd.
Als schrijver was Gracq verwant aan het surrealisme, later ook wel met het existentialisme. Alleen in het extatische was het volgens hem mogelijk door te dringen tot het wezen der dingen. Hij probeert in zijn romans niet zozeer een lopend verhaal te vertellen, maar wil een soort magische wereld oproepen die buiten de realiteit, tijd en geschiedenis staat. De held van Gracq is vaak een soort kluizenaar die één wil worden met de natuur, waarbij echter steeds een mysterieuze sfeer van dreigend onheil voelbaar is.
Tot de belangrijkste werken van Gracq behoren zijn door André Breton geïnspireerde debuut Au château d’Argol (1938) dat zich afspeelt op een Bretons landgoed in de middeleeuwen en waarin de liefde vooral als een drang naar vrijheid wordt ervaren, Les rivages des Syrtes (1951), een symbolisch verhaal dat handelt in het Venetië der Dogen en waarin het onafwendbare noodlot een centrale rol speelt, en Un balcon en forêt (1958) dat speelt aan het begin van de Tweede Wereldoorlog, waarin een Frans officier in de bossen de Duitse tanks afwacht en waarin deze een soort pantheïstische en fantastische natuurbeleving ervaart, gekoppeld aan overlevingsmechanismen).
Gracq genoot ook bekendheid als essayist en dichter. Zijn stijl verraadt in zijn gehele werk een spanning tussen de taal van de poëzie en die van de roman. Poëzie bestaat in zijn ogen vooral uit het blijmoedig aanvaarden van het aardse bestaan.
Gracq stierf in 2007 op 97-jarige leeftijd in een ziekenhuis te Angers.